# Жидебай (Абайская область)
Жидебай — историко-культурное и литературное место, заповедник. Часть Государственного историко-культурного и литературно-мемориального заповедника-музея Абая «Жидебай-Бөрілі». На территории заповедника находятся памятники истории и культуры республиканского и местного значения. Жидебай считается серединой материка Евразия.
Заповедник расположен в Абайской области, Абайском районе, рядом с рекой Карауыл. Площадь заповедника составляет 64 км².
На территории заповедника расположены литературно-мемориальный дом-музей Абая Кунанбаева, могилы и мазары Абая, Зере, Улжан, Оспана, Шакарима, Ахата, Кудайберди, муллы Габитхан, Шаукен бая, Еркежан и другие памятники истории и культуры.

## История
«Реки Баканас, Калкаты, Коксала, Тайозен, Кура, Жайма в горах Шынгыстау-Жидебай следуют в юго-западном направлении на Балхаш, Шаган, Досбол, Тохрау, Байкара, Бокенши, Егизбалапан, Караул, Тахир. Реки Мукыр, Маканши, Кундизды, Кос, Шар, Шет текут в северном направлении в сторону Ертыса. В этих горах расположились казахи из рода Сыбан, Караул-ясык (Қарауылжасақ) и Тобыкты». (историко-этнографические записи о казахах: книга «Дневники и письма из путешествий по киргизским степям», стр. 179).»//Польский, белорусский поэт, этнограф, революционный деятель, Янушкевич, Адольф Михайлович.
Жидебай — родное место Абая Кунанбаева. В Жидебае жил Жигитек — глава рода Тобыкты. В середине 19 века урочища Жидебай, Борсыкбай, Баракты служили отцу Абая Кунанбаю Оскенулы зимовкой. В 1850 году Кунанбай построил медресе в 15 км от Жидебая, где обучал своих детей и детей родственников, с 8 лет Абай учился в этом медресе. В 1880 году Абай построил в Жидебае новое медресе. После смерти Кунанбая в 1886 году Жидебай перешел к его сыну от жены Улжан Оспану. В 1891 году после смерти Оспана, зимовка перешла в руки Абая.

## Дом Абая
В 1895 году Абай перестроил дом в Жидебае по своему плану. В 1945 году, к столетию поэта, дом был преобразован в музей. В 1971 году в доме-музее был произведен капитальный ремонт. 30 ноября 1976 года стал частью Республиканского литературно-мемориального музея Абая. Экспозиция музея отражает последние 10 лет жизни и творчества Абая. 30 марта 2015 года дому-музею Абая был присвоен статус памятника истории и культуры республиканского значения. Были проведены исследовательские и реставрационные работы.

## Мемориальный комплекс-мавзолей «Абай-Шакарим»
Находится в 1,5 км от дома-музея Абая. Процесс строительства комплекса начался в 1993 году, к 150-летнему юбилею Абая. Авторы проекта — группа архитекторов во главе с лауреатом международных конкурсов в Японии и Болгарии, заслуженным архитектором Республики Казахстан Беком Ибраевым. Башни мавзолея стоят на платформе-стилобате длиной 200 метров, шириной 65 метров и высотой 5 метров. Платформа объединяет две могилы — Абая и Шакарима, между которыми 140 метров, в единое целое. Три яруса платформы отождествляются с тремя уровнями Вселенной в мифологии казахов. Идея архитектора заключается в том, что комплекс должен выглядеть, как корабли Абая и Шакарима, плывущих на глади поэзии, в обширной степи Сарыарки. Этот эффект должен возникнуть во время жары из-за миража. Мавзолеи построены в виде башен, отличаются куполами и фасадами. Высота мавзолея Абая — 32,5 метра от верхнего уровня платформы, а Шакарима — 31,5. Также в комплексе похоронены близкие родственники Абая и Шакарима, есть зал для поминальных обедов, музей и амфитеатр. Могила Еркежан включена в список памятников истории и культуры местного значения 25 апреля 2008 года.

## Другие памятники местного значения
- Мавзолей Кенгирбай би
- Могила Кудайберды
- Колодец Кунанбая
- Озеро Оспан
- Могила Улжан-Зере
- Музей «Охотничий домик Шакарима»[2]

## Центр Евразии
На территории заповедника находится памятник «Центр Евразии». Представляет собой четырёхугольную пирамиду на круглом основании.